# Oriol Rangel
Miguel Oriol Rangel Rozo (Pamplona, Norte de Santander, 12 de agosto de 1916-Bogotá, 14 de enero de 1977) fue un compositor y músico colombiano. Director durante dos décadas de la Orquesta Emisora Nueva Granada.

## Biografía
Oriol Rangel fue hijo del compositor Gerardo Rangel y sobrino de José Rozo Contreras. Desde pequeño, Rangel mostró su destreza no sólo como pianista, sino también como violinista, organista, chelista, flautista, arreglista y compositor.
En 1934 viajó a Bogotá a laborar en la emisora La Voz de la Víctor como acompañante de los artistas que hacían allí sus audiciones y se presentaban en todo el país. También fue director de la Orquesta Emisora Nueva Granada, donde permaneció alrededor de veinte años en dos momentos diferentes de su vida. Es recordado el conjunto musical que formó junto a su hermano Otón Rangel, Jesús Pinzón Urrea, José A. Morales y Jaime Llano González y al cual se dedicó prácticamente hasta el día de su muerte. Unas de ellas eran la Radiodifusora Nacional de Colombia y la Radio Santa Fe en el que continuó con uno de su programa Antología Musical de Colombia y Nocturnal Colombiano.

## Obras destacadas
- “Pamplona”
- “Yolanda”
- “Amanecer en Monserrate”
- “A mi Colombia”
- “El tigre”
- “Ríete Gabriel”
- “Los ojos de mi morena”
- “El tato”
- “Fita chiquita”
- “Santandercito”
- “Fantasía para trío de cuerdas sobre motivos colombianos”
- “Hágame el favor Cleofás”
- “Radiolocos”